# Grandes Festividades da Igreja Ortodoxa
As Doze Grandes Festividades (em grego: Δωδεκάορτον; em russo: двунадесятые праздники) são as festas cardeais do ano litúrgico ortodoxo (e, semelhantemente, das igrejas católicas orientais de rito bizantino, contando nestas como dias obrigatórios). A celebração da Ressurreição de Jesus, chamada Pascha (Páscoa), é a maior das festividades da Igreja Ortodoxa. Há ainda outras festividades de grande importância no calendário litúrgico, sendo nove fixas e três dependentes do ciclo pascal:
Oito grandes festas têm por tema a vida de Jesus, e quatro a Virgem Maria - a Teótoco.
1. A Natividade da Mãe de Deus — 8 de setembro
2. A Exaltação da Santa Cruz — 14 de setembro
3. A Apresentação da Teótoco — 21 de novembro
4. O Natal do Senhor — 25 de dezembro
5. A Teofania — 6 de janeiro
6. A Apresentação do Senhor — 2 de fevereiro
7. A Anunciação — 25 de março
8. Domingo de Ramos (domingo antes da Páscoa)
9. Ascensão (quarenta dias após a Páscoa)
10. Pentecostes (cinquenta dias após a Páscoa)
11. A Transfiguração — 6 de agosto
12. A Dormição da Teótoco — 15 de agosto

Adicionalmente, a comemoração do padroeiro da paróquia ou mosteiro individual, se já não uma grande festa, é contada como uma, e celebrada com grande solenidade.